# Susanna Coffey
Susanna J. Coffey (New London, Connecticut, 1949 - ) é uma artista e educadora norte-americana, especialmente conhecida por seus autorretratos. Ela é a  F. H. Sellers Professor in Painting na School of the Art Institute of Chicago e vive e trabalha na cidade de Nova York. Ela foi eleita membro da Academia Nacional de Desenho, em 1999